# 이스트 LA 시빅센터 역
이스트 LA 시빅센터 역 (East LA Civic Center)은 로스앤젤레스 군 광역철도의 금선역 중 하나이다. 이스트로스앤젤레스에 있는 3번가(3rd Street)와 메드닉(Mednik) 애비뉴의 교차로에 있다.
이 역은 골드 라인 이스트사이드 연장선(Gold Line Eastside Extension)의 일환으로 2009년에 개장했다.

## 역 정보

### 역 구조
| 승강장 | 금선                            | ← 애틀랜틱 역 Atlantic ← 애틀랜틱행 (종착점행)           |
| 승강장 | 섬식 승강장, 왼쪽 출입문이 열림 |                                                          |
| 승강장 | 금선                            | → 마라빌라 역 Maravilla → APU/시트러스 칼리지행 (기점행) |

### 열차 운행 정보
금선 운행은 오전 5시부터 시작하여 오전 12시 15분까지이다.

## 연결 가능한 대중교통
| 메트로 Metro Bus                    | 일반 메트로버스: 258                                                            |
| 몬테빌로 트랜싯 Montebello Transit: | 40                                                                              |
| 기타:                               | El Sol 시티 테라스/ELAC, 유니언 퍼시픽/살라자르 공원, 위티어 대로/세이브룩 공원 |